# 苏丹巴布拉机场
苏丹巴布拉机场（印尼语：Bandar Udara Sultan Babullah）IATA代码：；ICAO代码：，也叫特尔纳特机场（Bandar Udara Ternate），位于印度尼西亚北马鲁古省特尔纳特岛东北海岸，距离特尔纳特6千米。机场以16世纪70年代抗击葡萄牙殖民者的特尔纳特苏丹国的苏丹巴布拉（Babullah）为名。2013年9月28日启用新的航站楼，跑道也从原来的2,100米延长至2,350米，宽度则从15米增至30米。

## 历史
苏丹巴布拉机场在1971年4月14日启用，1978年开通民航，当时跑道仅700米，成为北马鲁古地区的大门。2005年开始扩建航站楼，直至2013年完成。

## 规划
苏丹巴布拉机场目前有2,400米长的跑道，未来将延长至2,500米以应对波音737-900ER客机的起降，停机坪也将扩建以容纳7架波音737-900ER。

## 航空公司和目的地
| 航空公司                                      | 目的地                             |
| --------------------------------------------- | ---------------------------------- |
| 巴泽航空                                      | 雅加达、望加锡                     |
| 加鲁达印尼航空                                | 雅加达                             |
| 加鲁达印尼航空 由探索航空和探索噴射機航空运营 | 安汶、万鸦老                       |
| 印尼狮子航空                                  | 雅加达                             |
| 楠航空                                        | 万鸦老                             |
| 三佛齐航空                                    | 安汶、雅加达、望加锡、万鸦老、泗水 |
| 飛翼航空                                      | 布利、拉布哈、万鸦老、摩罗泰       |
| 快速航空                                      | 拉布哈、萨纳纳                     |
| 蒂莫尼姆航空                                  | 萨纳纳                             |

## 图集

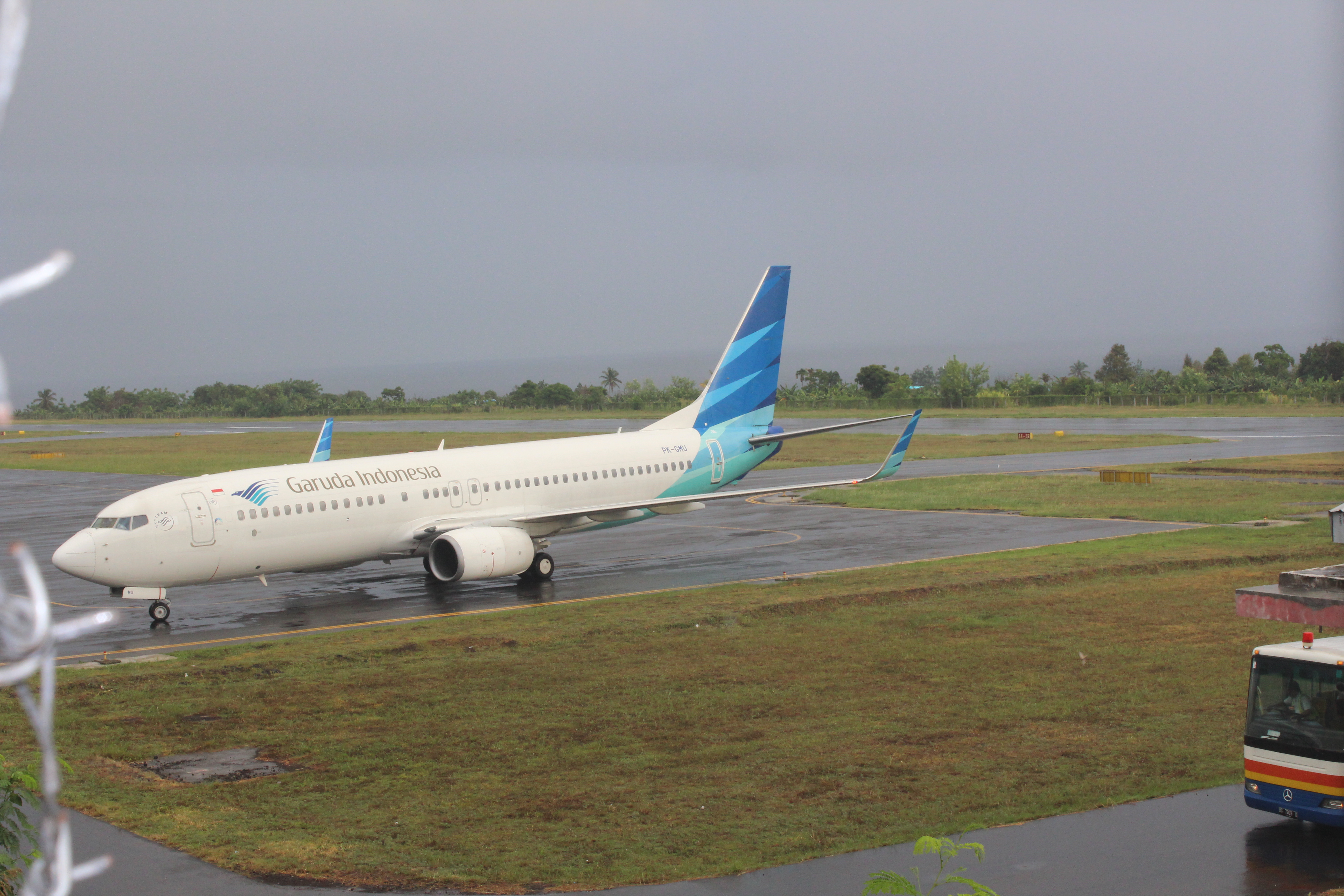
加鲁达印尼航空波音737-800在机场滑行
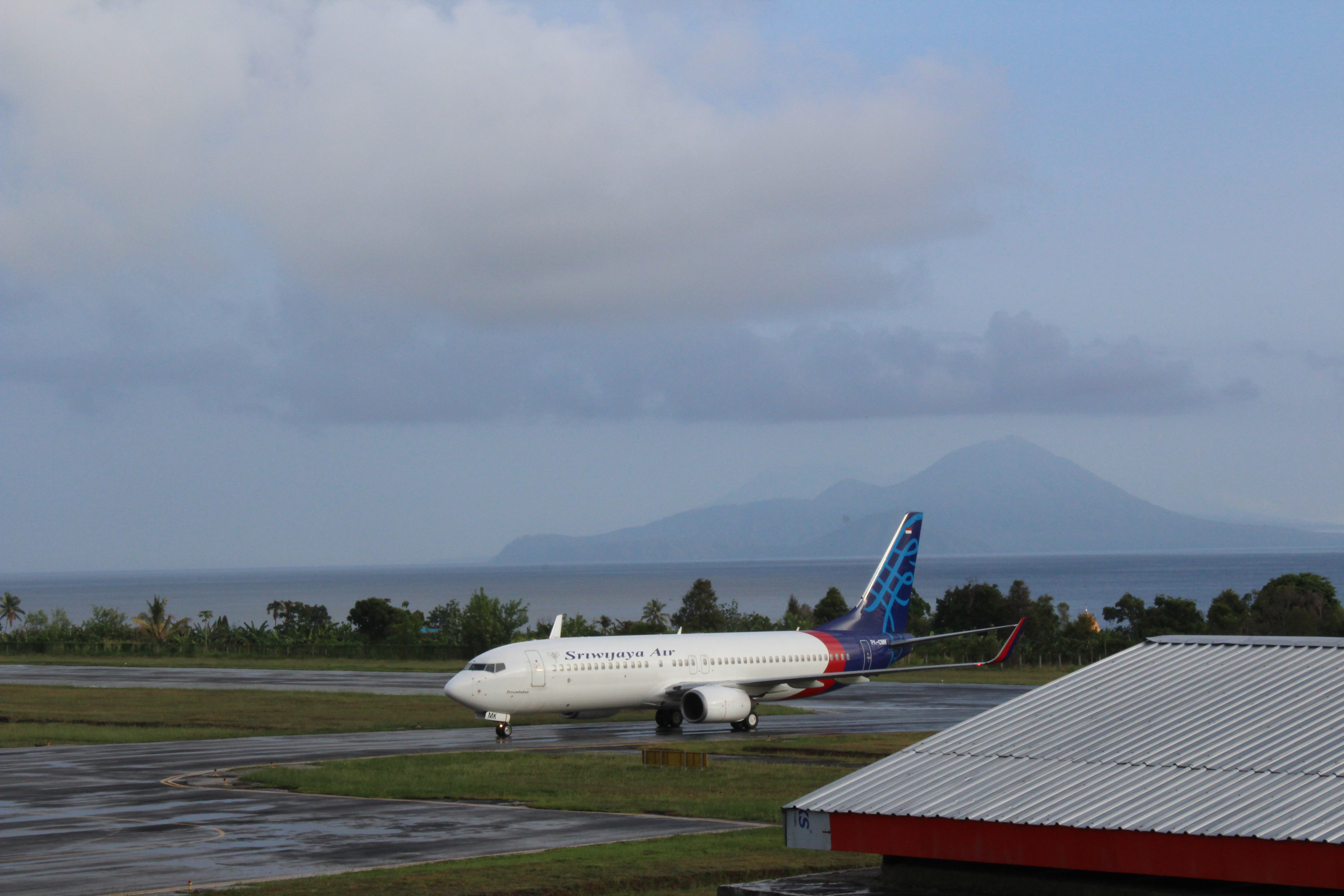
三佛齐航空波音737-800在机场滑行

## 资料来源
1. ↑  .   [2017-05-22]. （原始内容存档于2017-02-11）.